# 屈斜路湖畔温泉郷

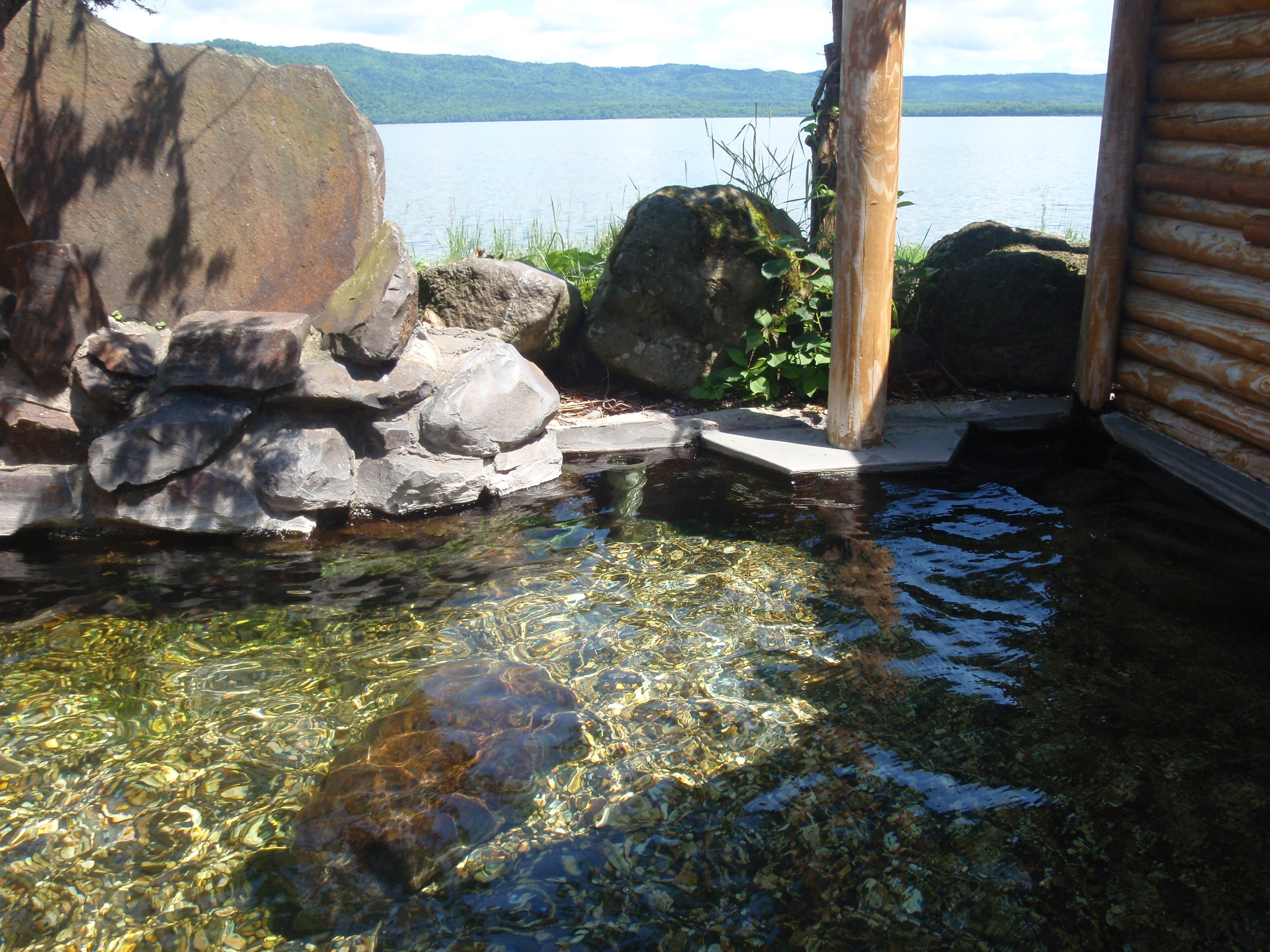
仁伏温泉

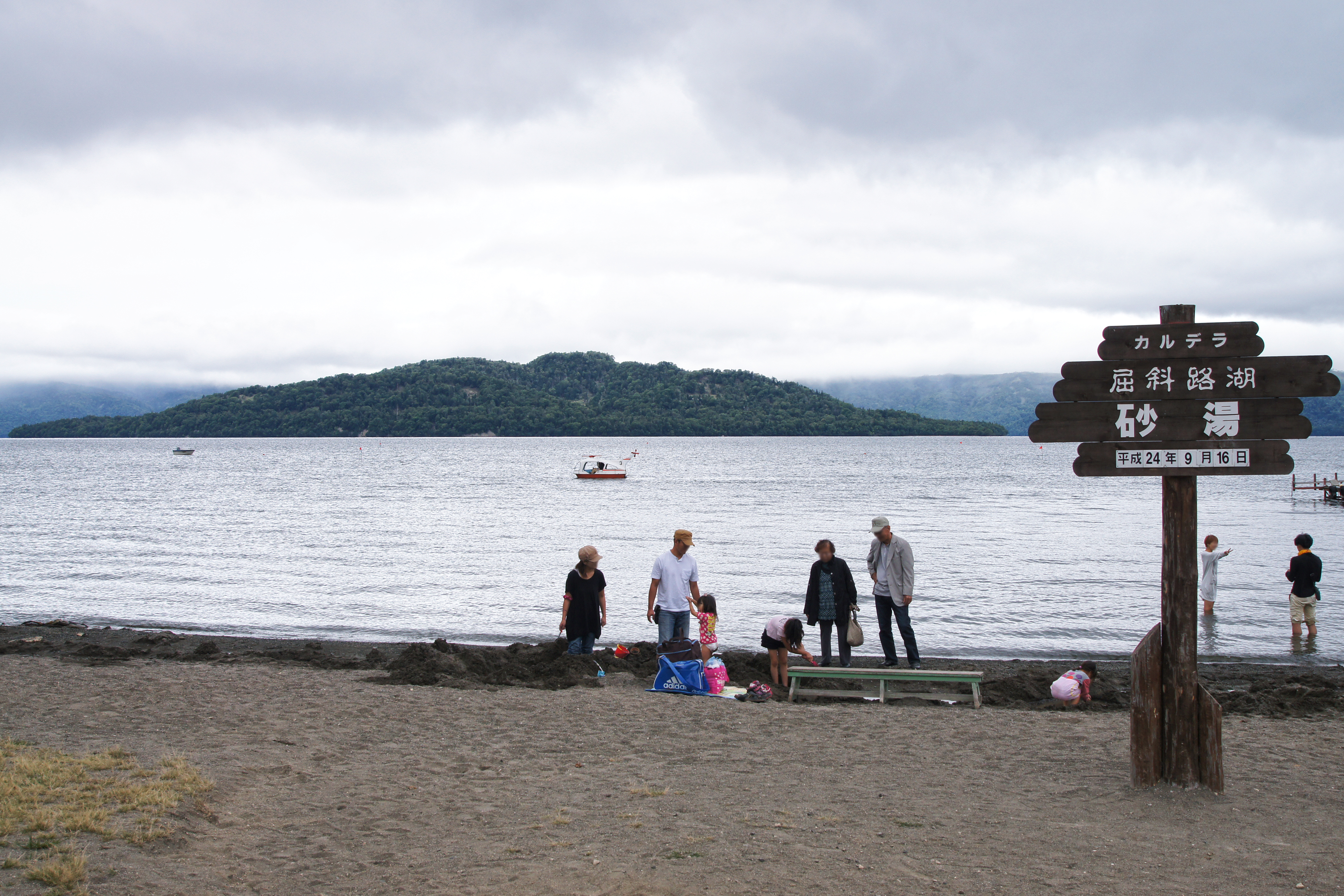
砂湯

屈斜路湖畔温泉郷（くっしゃろこはんおんせんごう）は、北海道川上郡弟子屈町屈斜路湖畔にある温泉地の総称（温泉郷）。冬季において、砂湯・コタン温泉・池の湯などは廃湯によって湖面が氷結しないため、白鳥が集まってくる。

## 温泉

### 仁伏温泉
泉質 - 弱アルカリ性単純温泉（低張性高温泉）。湯色は無色透明。
日帰り入浴可能な宿が3軒ある。いずれも源泉掛け流し。

### 砂湯
泉質 - 単純温泉など
湖岸の砂浜を掘ると湯が湧き出し観光名所となっている。常設の足湯施設もある。野湯としても楽しめるが、観光シーズン中に入浴する場合は水着着用が無難。
自家源泉を持つペンションが1軒ある。こちらの泉質はナトリウム－炭酸水素塩泉（中性低張性高温泉）である。

### イソの湯
砂湯と池の湯の中間の湖畔に位置する野湯。源泉が熱いため湖水を引き込んで温度調整する。
利用者が多い夏季シーズン以外は、砂に埋まっていたり藻が繁殖していることが多いので、利用者自身によるメンテナンスが必要となる。

### 赤湯
いなせレジャーランドが管理していたキャンプ場内にあった野湯。湯は沸き続けているが2010年現在、閉鎖中で立ち入り禁止。

### 池の湯
泉質 - 単純温泉
屈斜路湖畔に湧く野湯。池の底から温泉が湧出している。湯温はややぬるめ。冬季以外は定期的に清掃されているが藻の繁殖が激しい。

### コタン温泉
岩風呂の野湯、「コタンの湯」がある。

### 和琴温泉
和琴半島に位置する温泉。

### 三香温泉
一軒宿の民宿、「三香温泉」がある。

### 屈斜路湖温泉
砂湯と池の湯の中間の湖畔に位置する屈斜路湖サウナ倶楽部がある。 泉質：ナトリウム-炭酸水素塩温泉（低張性弱アルカリ性高温泉）泉温：59.8℃（気温13℃）

### 屈斜路温泉
泉質 - ナトリウム・カルシウム - 硫酸塩・塩化物泉（中性低張性高温泉）。動力揚湯。
屈斜路湖西岸に、「屈斜路プリンスホテル」1軒がある。日帰り入浴可能。濾過循環式。

## アクセス
車
- 網走方面から
  - 北海道道102号網走川湯線 → 国道391号 → 北海道道52号屈斜路摩周湖畔線
- 釧路方面から
  - 国道391号 → 国道243号 → 北海道道52号屈斜路摩周湖畔線

公共交通機関
- 和琴温泉・屈斜路温泉・コタン温泉へは、摩周駅より阿寒バス。（コタン温泉へはバス停から徒歩10分）
- 仁伏温泉 - コタン温泉間は定期バスは無いが、2008年から2010年まで川湯温泉駅から7月から11月限定の臨時バス（弟子屈2daysえこパスポート）が運行されている。